# Otto Schnitzenbaumer
Otto Schnitzenbaumer (* 1. Mai 1922 in Augsburg; † 29. Dezember 2012 in Herrsching am Ammersee) war ein deutscher Immobilienunternehmer. 

## Leben
Nach dem Besuch des Handelsgymnasiums absolvierte Schnitzenbaumer eine Ausbildung bei der Landmaschinenfabrik Lanz in Mannheim. Nach dem Zweiten Weltkrieg, in dem er bei der Flugabwehr und in der Luftwaffe eingesetzt war, stieg er in die Landmaschinenhandlung seines Vaters ein. Das Unternehmen wurde unter seiner Führung zum größten seiner Art in der Bundesrepublik und erreichte Anfang der 1970er Jahre einem Jahresumsatz von 70 Millionen DM. Sein Ansehen in der Öffentlichkeit wurde aber vor allem von der Anfang der 1960er Jahre begonnenen Ausweitung der Geschäftstätigkeit auf den Immobiliensektor bestimmt, durch die er mit spektakulären Projekten als einer der deutschen „Baulöwen“ bekannt wurde.
Schnitzenbaumer war verheiratet und hatte drei Söhne. Er starb am 29. Dezember 2012 in seinem Haus in Herrsching, wo er bereits in den 1960er Jahren das heute denkmalgeschützte Schloss Wartaweil erworben und umgebaut hatte. Seine Grabstätte liegt auf dem Hermanfriedhof in Augsburg.

## Geschäftsaktivitäten
Im Jahr 1959 weitete Schnitzenbaumer die Tätigkeit seiner vom Vater übernommenen Landmaschinenhandlung auf den Immobilienbereich aus und hatte bis 1973 Appartements, Hotels und Einkaufszentren für 700 Millionen Mark errichtet. Schnitzenbaumer war dabei sehr offen für innovative Gebäude- und Nutzungskonzepte und ging entsprechende Risiken ein. So errichtete er 1971 mit einem Investitionsaufwand von 40 Millionen Mark den Augsburger Hotelturm als Europas seinerzeit höchstes Hotelgebäude und Deutschlands höchsten Fertigteilbau. Der Verkauf an den Augsburger Textilunternehmer Hans Glöggler scheiterte 1974, weil dieser die Kaufsumme nicht entrichten konnte. Nachdem das Bauwerk an Schnitzenbaumer zurückgefallen war und dieser ebenfalls finanzielle Schwierigkeiten hatte, wurde es 1980 zwangsversteigert. Zu weiteren Gebäude in Augsburg, die Schnitzenbaumer errichten ließ, zählen der Kaiserhof 2000 am Königsplatz (nun Sitz der Stadtsparkasse) und das sogenannte Glöggler-Hochhaus (auch Messe-Büro-Center; Alter Postweg 101) an der Universität. In den 70er Jahren entstand in seiner Regie die damals stadtbekannte Diskothek Moby Dick (nun Diskothek Circus).
Als sein spektakulärstes Bauprojekt gilt das Unterhaltungscenter Schwabylon im Münchner Stadtteil Schwabing. Die Anlage erforderte einen Investitionsaufwand von 160 Millionen Mark und erhielt wegen der ungewöhnlichen Architektur und Konzeption hohe Aufmerksamkeit. Kommerziell wurde das Projekt kein Erfolg, nach rund einem Jahr geschlossen und 1979 zugunsten eines Verwaltungsgebäudes abgebrochen.
Bei der Finanzierung des Münchner Bauprojekts, das neben dem Schwabylon auch Büro- und Wohnflächen in angrenzenden Gebäuden umfasste, arbeitete er eng mit der Hessischen Landesbank zusammen und wurde deshalb sowie wegen seiner Kontakte zu deren Präsidenten Wilhelm Hankel – der seine Hochzeitsreise auf die Seychellen auf Schnitzenbaumers Einladung verbrachte – in Zusammenhang mit dem Helaba-Skandal gebracht.
Schnitzenbaumer war der wichtigste deutsche Franchisepartner der amerikanischen Hotelkette Holiday Inn bei deren Markteintritt in Deutschland. Er errichtete im April 1971 an der Münchner Leopoldstraße das erste deutsche Holiday Inn (Abriss im Dezember 2012) und betrieb 1973 drei Holiday-Inns mit Projektvereinbarungen für drei weitere Hotelanlagen.

## Immobilienbestand
Die von Schnitzelbauer errichteten Gebäude gehören teilweise der Firma HC Grundstücks GmbH mit Stammsitz in Augsburg (Stand 2025). Das Unternehmen geht auf Schnitzenbaumer zurück und besitzt u. a. Teile des Augsburger Hotelturms. Insgesamt besitzt und verwaltet die HC Grundstücks GmbH eigenen Angaben zufolge 20 Gebäude in Augsburg, München und Dachau mit einer vermietbaren Gesamtfläche von über 80.000 m² (Stand 2025).